# Mistrovství Jižní Ameriky ve fotbale 1957
Mistrovství Jižní Ameriky ve fotbale 1957 bylo 25. mistrovství pořádané fotbalovou asociací CONMEBOL. Vítězem se stala Argentinská fotbalová reprezentace.

## Tabulka
| Tým       | Z | V | R | P | VG | IG | +/- | B  |
| --------- | - | - | - | - | -- | -- | --- | -- |
| Argentina | 6 | 5 | 0 | 1 | 25 | 6  | +19 | 10 |
| Brazílie  | 6 | 4 | 0 | 2 | 23 | 9  | +14 | 8  |
| Uruguay   | 6 | 4 | 0 | 2 | 15 | 12 | +3  | 8  |
| Peru      | 6 | 4 | 0 | 2 | 12 | 9  | +3  | 8  |
| Kolumbie  | 6 | 2 | 0 | 4 | 10 | 25 | -15 | 4  |
| Chile     | 6 | 1 | 1 | 4 | 9  | 17 | -8  | 3  |
| Ekvádor   | 6 | 0 | 1 | 5 | 7  | 23 | -16 | 1  |

- Týmy  Bolívie a  Paraguay se vzdaly účasti.

## Zápasy
| 7. března 1957                              |     |                        |                                                                         |
| Uruguay                                     | 5:2 | Ekvádor                | Estadio Nacional, Lima diváci: 50 000 rozhodčí: Erwin Hieger (Rakousko) |
| Ambrois 26', 29' (pen.), 57', 74' Sacía 87' |     | Larraz 12', 40' (pen.) | Estadio Nacional, Lima diváci: 50 000 rozhodčí: Erwin Hieger (Rakousko) |

| 10. března 1957       |     |            |                                                                                |
| Peru                  | 2:1 | Ekvádor    | Estadio Nacional, Lima diváci: 55 000 rozhodčí: Robert Turner (United Kingdom) |
| Terry 29', 37' (pen.) |     | Cantos 44' | Estadio Nacional, Lima diváci: 55 000 rozhodčí: Robert Turner (United Kingdom) |

| 13. března 1957                                                                  |     |                                |                                                                               |
| Argentina                                                                        | 8:2 | Kolumbie                       | Estadio Nacional, Lima diváci: 42 000 rozhodčí: Ronald Lynch (United Kingdom) |
| Cruz 5' Angelillo 10', 73' Maschio 16' (pen.), 23', 53' (pen.), 85' Corbatta 59' |     | Gamboa 34' (pen.) Valencia 37' | Estadio Nacional, Lima diváci: 42 000 rozhodčí: Ronald Lynch (United Kingdom) |

| 13. března 1957             |     |                                 |                                                                                |
| Brazílie                    | 4:2 | Chile                           | Estadio Nacional, Lima diváci: 42 000 rozhodčí: Bertley Cross (United Kingdom) |
| Didì 20', 26', 44' Pepe 46' |     | Ramírez Banda 13' Fernández 89' | Estadio Nacional, Lima diváci: 42 000 rozhodčí: Bertley Cross (United Kingdom) |

| 16. března 1957 |     |       |                                                                               |
| Peru            | 1:0 | Chile | Estadio Nacional, Lima diváci: 60 000 rozhodčí: Ronald Lynch (United Kingdom) |
| Mosquera 57'    |     |       | Estadio Nacional, Lima diváci: 60 000 rozhodčí: Ronald Lynch (United Kingdom) |

| 17. března 1957 |     |         |                                                                       |
| Kolumbie        | 1:0 | Uruguay | Estadio Nacional, Lima diváci: 50 000 rozhodčí: Pedro Di Leo (Itálie) |
| Arango 28'      |     |         | Estadio Nacional, Lima diváci: 50 000 rozhodčí: Pedro Di Leo (Itálie) |

| 17. března 1957              |     |         |                                                                                |
| Argentina                    | 3:0 | Ekvádor | Estadio Nacional, Lima diváci: 50 000 rozhodčí: Bertley Cross (United Kingdom) |
| Angelillo 5', 39' Sívori 14' |     |         | Estadio Nacional, Lima diváci: 50 000 rozhodčí: Bertley Cross (United Kingdom) |

| 20. března 1957                              |     |         |                                                                         |
| Argentina                                    | 4:0 | Uruguay | Estadio Nacional, Lima diváci: 40 000 rozhodčí: Erwin Hieger (Rakousko) |
| Maschio 7', 73' Angelillo 48' Sanfilippo 83' |     |         | Estadio Nacional, Lima diváci: 40 000 rozhodčí: Erwin Hieger (Rakousko) |

| 21. března 1957                                                      |     |                   |                                                                               |
| Brazílie                                                             | 7:1 | Ekvádor           | Estadio Nacional, Lima diváci: 45 000 rozhodčí: Ronald Lynch (United Kingdom) |
| Evaristo 22', 89' Pepe 25' Zizinho 34' (pen.) Joel 43', 68' Didì 78' |     | Larraz 80' (pen.) | Estadio Nacional, Lima diváci: 45 000 rozhodčí: Ronald Lynch (United Kingdom) |

| 21. března 1957               |     |                         |                                                                         |
| Chile                         | 3:2 | Kolumbie                | Estadio Nacional, Lima diváci: 45 000 rozhodčí: Edwin Hieger (Rakousko) |
| Verdejo 35', 70' Espinoza 62' |     | Arango 68' Carrillo 83' | Estadio Nacional, Lima diváci: 45 000 rozhodčí: Edwin Hieger (Rakousko) |

| 23. března 1957                         |     |                                      |                                                                                |
| Uruguay                                 | 5:3 | Peru                                 | Estadio Nacional, Lima diváci: 55 000 rozhodčí: Bertley Cross (United Kingdom) |
| Ambrois 22', 48', 60', 75' Carranza 26' |     | Terry 3'' Seminario 81' Mosquera 83' | Estadio Nacional, Lima diváci: 55 000 rozhodčí: Bertley Cross (United Kingdom) |

| 24. března 1957               |     |                              |                                                                         |
| Chile                         | 2:2 | Ekvádor                      | Estadio Nacional, Lima diváci: 45 000 rozhodčí: Erwin Hieger (Rakousko) |
| Ramírez Banda 18', 26' (pen.) |     | Larraz 25' (pen.) Cantos 59' | Estadio Nacional, Lima diváci: 45 000 rozhodčí: Erwin Hieger (Rakousko) |

| 24. března 1957                                                     |     |          |                                                                                |
| Brazílie                                                            | 9:0 | Kolumbie | Estadio Nacional, Lima diváci: 45 000 rozhodčí: Bertley Cross (United Kingdom) |
| Pepe 27' Evaristo 41', 44', 45', 75', 86' Didì 50', 60' Zizinho 85' |     |          | Estadio Nacional, Lima diváci: 45 000 rozhodčí: Bertley Cross (United Kingdom) |

| 27. března 1957                             |     |                 |                                                                               |
| Peru                                        | 4:1 | Kolumbie        | Estadio Nacional, Lima diváci: 55 000 rozhodčí: Ronald Lynch (United Kingdom) |
| Alberto Terry 34' Rivera 35', 37' Bassa 83' |     | Arango 571pen.' | Estadio Nacional, Lima diváci: 55 000 rozhodčí: Ronald Lynch (United Kingdom) |

| 28. března 1957                                                   |     |                    |                                                                                |
| Argentina                                                         | 6:2 | Chile              | Estadio Nacional, Lima diváci: 50 000 rozhodčí: Robert Turner (United Kingdom) |
| Sívori 7' Angelillo 21', 70' Maschio 53', 74' Corbatta 83' (pen.) |     | Fernández 14', 28' | Estadio Nacional, Lima diváci: 50 000 rozhodčí: Robert Turner (United Kingdom) |

| 28. března 1957              |     |                       |                                                                         |
| Uruguay                      | 3:2 | Brazílie              | Estadio Nacional, Lima diváci: 50 000 rozhodčí: Erwin Hieger (Rakousko) |
| Campero 15', 23' Ambrois 17' |     | Evaristo 68' Didì 70' | Estadio Nacional, Lima diváci: 50 000 rozhodčí: Erwin Hieger (Rakousko) |

| 31. března 1957 |     |      |                                                                               |
| Brazílie        | 1:0 | Peru | Estadio Nacional, Lima diváci: 55 000 rozhodčí: Ronald Lynch (United Kingdom) |
| Didì 73' (pen.) |     |      | Estadio Nacional, Lima diváci: 55 000 rozhodčí: Ronald Lynch (United Kingdom) |

| 1. dubna 1957                  |     |                         |                                                                              |
| Kolumbie                       | 4:1 | Ekvádor                 | Estadio Nacional, Lima diváci: 40 000 rozhodčí: Harry Davis (United Kingdom) |
| Gamboa Alvarez pen.' Gutiérrez |     | Jorge Larraz 14' (pen.) | Estadio Nacional, Lima diváci: 40 000 rozhodčí: Harry Davis (United Kingdom) |

| 1. dubna 1957         |     |       |                                                                         |
| Uruguay               | 2:0 | Chile | Estadio Nacional, Lima diváci: 40 000 rozhodčí: Erwin Hieger (Rakousko) |
| Campero 28' Roque 40' |     |       | Estadio Nacional, Lima diváci: 40 000 rozhodčí: Erwin Hieger (Rakousko) |

 Zápas předčasně ukončen ve 43. minutě kvůli invazi fanoušků na hřiště.
| 3. dubna 1957                      |     |          |                                                                                |
| Argentina                          | 3:0 | Brazílie | Estadio Nacional, Lima diváci: 55 000 rozhodčí: Robert Turner (United Kingdom) |
| Angelillo 23' Maschio 87' Cruz 90' |     |          | Estadio Nacional, Lima diváci: 55 000 rozhodčí: Robert Turner (United Kingdom) |

| 6. dubna 1957          |     |            |                                                                                |
| Peru                   | 2:1 | Argentina  | Estadio Nacional, Lima diváci: 60 000 rozhodčí: Bertley Cross (United Kingdom) |
| Mosquera 15' Terry 81' |     | Sívori 50' | Estadio Nacional, Lima diváci: 60 000 rozhodčí: Bertley Cross (United Kingdom) |